# Neurobiologie végétale
La neurobiologie végétale est un champ d'étude de la biologie végétale dont l'ambition est de comprendre comment les plantes analysent les informations qu'elles perçoivent de leur environnement et la façon dont elle réagissent. Cela comprend l'étude de la mémoire et de l'apprentissage.
La neurobiologie végétale puise ses origines dans les travaux de Luigi Galvani datant de la fin du XVIIIe siècle, mais n'a été nommée que lorsqu'elle connut un regain d'intérêt au début du XXIe siècle. La légitimité même de ce champ d'étude est sujet à controverse parmi les biologistes car il remet en question la notion d'intelligence, habituellement réservée aux êtres humains, en suggérant que les plantes sont dotées d'une forme d'intelligence.

## Histoire

### Les précurseurs
Des années 1760 aux années 1790, l'Italien Luigi Galvani mène de nombreuses expériences sur l'électricité animale. Alors que l'électricité est étudiée depuis un peu plus d'un siècle, Galvani découvre qu'un stimuli électrique appliqué à une cuisse de grenouille met les muscles en action. Il en déduit que l'électricité convoie les informations du système nerveux aux muscles : l'électricité animale est en fait le bioélectromagnétisme.
Ses travaux ont connu un vif succès et ont été prolongés par les expérimentations d'Alexander von Humboldt qui a mis en évidence les messages bioélectriques non seulement chez les animaux mais aussi chez les plantes. Par la suite, d'autres études furent menées jusqu'à ce que les hormones végétales soient découvertes au début du XXe siècle. L'explication chimique est donc favorisée pour expliquer la diffusion des messages au sein de l'organisme végétal.
Sir Jagadish Chandra Bose, premier biologiste moderne de l'Inde, a affirmé que les plantes possèdent des « nerfs » et des « cellules pulsatives » similaires à celles des animaux, se fondant sur des mesures réalisées avec des instruments de sa conception. Malgré sa renommée initiale, ses travaux ont été ignorés pendant un siècle. Aujourd'hui, ses contributions sont réévaluées, notamment au sein de la communauté de la neurobiologie végétale,, que certains viennent même à caractériser comme « Bose 2.0 ».

### Éclosion de la neurobiologie végétale
Ce n'est en effet qu'au début du XXIe siècle que la neurobiologie végétale devint un sujet d'étude important. Les travaux de Stefano Mancuso et de František Baluška, notamment, furent pionniers. Ce sont eux qui ont proposé le terme de neurobiologie végétale en 2006. Ils ont ensuite fondé le laboratoire international de neurobiologie végétale et la Plant Neurobiology International Society, afin de développer ce champ de recherche. Dans le même esprit, ils ont lancé des séries de colloques de même qu'une revue, Plant Signalling and Behavior (« Signalisation et comportement des plantes »).
Le concept s'inscrit dans un mouvement scientifique plus vaste portant sur la conscience cellulaire. La biologiste évolutionniste Lynn Margulis a écrit un article intitulé « La cellule consciente » en 2001, et le philosophe Evan Thompson a été un fervent défenseur de cette position « biopsychiste ». D'une certaine manière, l'universalité présumée de l'esprit peut être retracée jusqu'à la Naturphilosophie allemande de la fin du 18e siècle.

## Sujets d'étude

### Diffusion de signaux électriques longue portée
Trois types de signaux électriques sont utilisés par les plantes pour diffuser des messages sur de longues distances, c'est-à-dire de la partie de la plante qui a été stimulée à tout le reste de son corps. Les ondes de dépolarisation lente et les hyperpolarisations transitoires sont propres au règne végétal. En revanche, les potentiels d'action sont en tous points semblables à ceux qui irriguent les animaux : vitesse et amplitude constante, période réfractaire, onde binaire (polarisation, dépolarisation).
Les potentiels d'action se propagent dans le phloème, dite sève élaborée, qui convoie également les sucres, fruits de la photosynthèse. La polarisation est déclenchée par les ions calciums ({\displaystyle {\ce {Ca^2+}}}), la dépolarisation par des ions chlorures ({\displaystyle {\ce {Cl^-}}}), et la repolarisation par des ions potassiums ({\displaystyle {\ce {K^+}}}). Les canaux ioniques végétaux et animaux présentent par ailleurs de grandes similitudes, confirmées par leur comparaison génétique. Les potentiels d'action végétaux se propagent moins vite que chez les animaux, à haute de quelques centimètres par seconde.
De cette diffusion électrique commune aux animaux et aux végétaux, certains neurobiologistes concluent que les systèmes de neurotransmissions ont une origine évolutive très ancienne, basée sur l'intégration de cellules procaryotes ou molécules par des cellules eucaryotes spécialisées. C'est ce que défendent les chercheurs François Bouteau et Patrick Laurenti : « Après des dizaines d'années de controverse, on admet désormais que les cellules eucaryotes sont apparues sur la scène de l’évolution après plusieurs événements d’endosymbiose, quand d'autres cellules ont été intégrées. Dans ce contexte, la sélection naturelle appliquée aux microorganismes procaryotes (sans noyau) soumis à des environnements extérieurs changeants a pu façonner divers mécanismes leur permettant de percevoir et de répondre aux conditions locales de milieux. »

### Perception végétale
La neurobiologie végétale a fait divers progrès dans la compréhension des capacités de perception des végétaux. Ont ainsi été démontrées leurs aptitudes à percevoir la température, la disponibilité en eau, le vent, les variations de lumière et de disponibilité des nutriments, ainsi que les attaques d'agents pathogènes et de prédateurs.
Les expériences utilisées pour mettre en évidence tout cela implique de déceler chez la plante une réaction à un stimulus. Cela signifie que les plantes peuvent non seulement percevoir, mais aussi analyser et réagir de façon adaptée. Par exemple, les plantes attaquées par des prédateurs réagissent à partir d'un certain seuil d'agression. Elles émettent des substances chimiques qui attirent les prédateurs de leurs prédateurs, ou qui modifient le comportement de leurs agresseurs. D'herbivores, ils deviennent cannibales et  se désintéressent de la plante. C'est ce que font les pieds de tomates avec les pucerons.

### Capacités d'apprentissage
L'apprentissage est la capacité à modifier son comportement face à une situation donnée, lorsque celle-ci est répétée à intervalles variables dans le temps.
En 2017, Monica Gagliano, de l’université d’Australie occidentale, a démontré que les plantes disposaient de cette capacité d'apprentissage. Elle a soumis des plants de mimosa pudiques à des chocs répétés, jusqu'à ce que les cobayes cessent de réagir au stimulus. La plante a appris que le choc ne la menaçait pas et a donc cessé de lui apporter une réponse,.

## Implications et réception

### Débats sur la notion d'intelligence végétale
Les plantes étant capables de percevoir leur environnement et d'agir en conséquence, la question se pose d'une intelligence végétale. Stefano Mancuso estime que « les plantes sont intelligentes en ce sens qu'elles savent résoudre des problèmes ». En effet, il est impossible de questionner l'intelligence végétale sans revenir sur la définition de l'intelligence.

### Critiques et développement
Lorsque Stefano Mancuso et František Baluška ont commencé à travailler sur la neurobiologie végétale, ils ont dans un premier temps suscité de vives critiques au sein de la communauté scientifique internationale. Des scientifiques issus de trente-trois institutions et spécialisés dans le domaine végétal ont réclamé en 2008 que le terme neurobiologie végétale ne soit plus utilisé, lui reprochant des analogies et extrapolations scientifiquement invalides.
En réaction, la Plant Neurobiology International Society a changé de nom en 2009 et est devenue la Plant Signalling & Behavior Society (« Société de signalisation et comportement des plantes »). Par la suite, les critiques se sont faites plus retenues, et la neurobiologie végétale est devenue un champ d'étude à part entière,.
Certains auteurs attribuent les polémiques et les critiques adressées au concept de neurobiologie végétale aux difficultés à concevoir le vivant comme une parentèle, en raison de la persistance de visions hiérarchiques et dichotomiques héritées d'Aristote et de la tradition judéo-chrétienne. Ces conceptions placent l'humain au sommet de la hiérarchie des êtres naturels, contribuant à une « cécité au végétal » qui minimise l'importance des plantes. Ils soulignent que le paradigme darwinien, en revanche, unifie la biologie en montrant que toutes les espèces actuelles proviennent d'ancêtres communs, ce qui implique un degré d'apparentement entre elles. Cependant, penser le vivant en termes de fraternité ou de sororité est souvent perçu comme relevant de modes de pensée animistes plutôt que d'une rationalité scientifique. Alors qu'il existe plusieurs travaux en sciences du vivant qui montrent des homologies génétiques et biologiques entre animaux et plantes, comme l'endosymbiose qui a conféré aux plantes leur aptitude photosynthétique. Et que des travaux pionniers, comme ceux de Galvani et Humboldt, ont montré des similarités bioélectriques entre animaux et plantes, mais ces découvertes ont été largement ignorées.
Ces mêmes auteurs, soutiennent que les récentes découvertes en neurobiologie végétale montrent que les plantes perçoivent et réagissent à leur environnement de manière complexe, utilisant des signaux électriques et des neurotransmetteurs similaires à ceux des animaux. Ces découvertes remettent en question la vision traditionnelle des plantes comme des êtres insensibles et passifs, conduisant à une réévaluation des relations entre humains et plantes, en s'ouvrant à d'autres ontologies et en reconnaissant pleinement notre parenté avec les plantes qui pourrait aider à repenser notre place dans le monde et à adopter des pratiques plus respectueuses de l'ensemble du vivant.